# Faramea fallax
Faramea fallax är en måreväxtart som beskrevs av Johannes Müller Argoviensis. 
Faramea fallax ingår i släktet Faramea och familjen måreväxter. Inga underarter finns listade i Catalogue of Life.